# Eugen Jettel
Eugen Jettel dit aussi Eugène Jettel (1845-1901), est un peintre paysagiste autrichien. Ayant vécu vingt ans à Paris, il devient l'un des membres fondateurs de la Sécession viennoise et peut être rattaché au courant post-impressionniste.

## Biographie
Né le 20 mars 1845 à Johnsdorf en Moravie, Eugen Jettel est le fils de Sophie et Ladislaus Hugo Jettel, administrateur d'une fabrique d'outils. La famille s'installe à Vienne durant son enfance, mais, âgé de quinze ans, il perd son père.
En 1860, Jettel entre comme élève dans la classe d'Albert Zimmermann à l'Académie des beaux-arts de Vienne, où il a comme condisciples Emil Jakob Schindler, Robert Russ et Rudolf Ribarz. Il se passionne pour le paysage et reste étudiant jusqu'en 1869. Son voyage de fin d'étude le mène en France, où il est marqué par les tableaux de Jules Dupré et Théodore Rousseau, aux Pays-Bas, en Istrie et en Hongrie. En 1868, il rejoint la Künstlerhaus Wien, où il expose durant quelques années durant lesquelles il devient l'assistant du peintre August von Pettenkofen, qui le déçoit. En 1872-1873 il fait le tour de l'Italie en compagnie de Leopold Carl Müller.

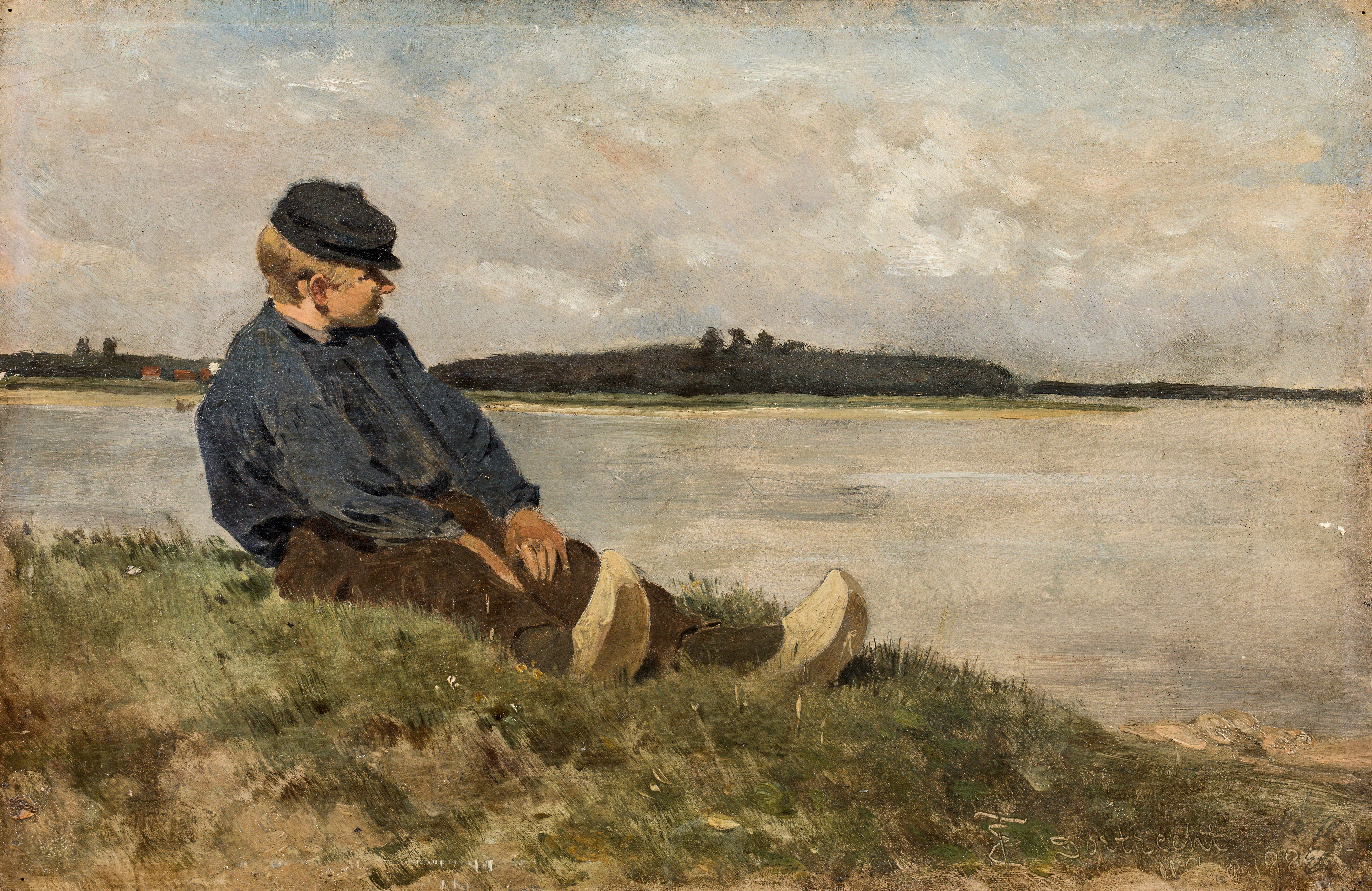
Garçon au bord de l'eau (Dordrecht), huile sur toile, vers 1880.

Rentrée 1873, il s'installe à Paris, pour le compte du marchand d'art Charles Sedelmeyer, où il demeure jusqu'en 1897. Il mène une vie confortable, étant très bien rémunéré. Mais Sedelmeyer, qui espérait le marier à sa fille, voit son protégé en épouser une autre, Cilli Mailer, la fille d'un marchand de gants viennois ; en conséquence, il réduit le salaire de Jettel, qui connaît alors quelques difficultés. Il se lance comme peintre et donne de nombreux cours de peinture. Il expose au Salon entre 1877 et 1881, puis au Salon du Champ du Mars de 1890 à 1898. Entre-temps, il participe à l'exposition universelle de 1889 (Paris) en tant que membre étranger du jury de sélection. Durant son long séjour parisien, il fait partie d'un cercle austro-hongrois très actif où l'on compte Felician Myrbach ; il a une certaine influence sur des peintres français paysagistes comme Émile Barau.
En 1897, un héritage lui permet de repartir s'installer à Vienne. L'année suivante, il est fait chevalier de la Légion d'honneur[réf. incomplète]. Membre fondateur et sans doute mécène de la Sécession viennoise, il siège alors comme membre du jury et participe en tant que peintre à la 4e exposition du groupe en 1899.

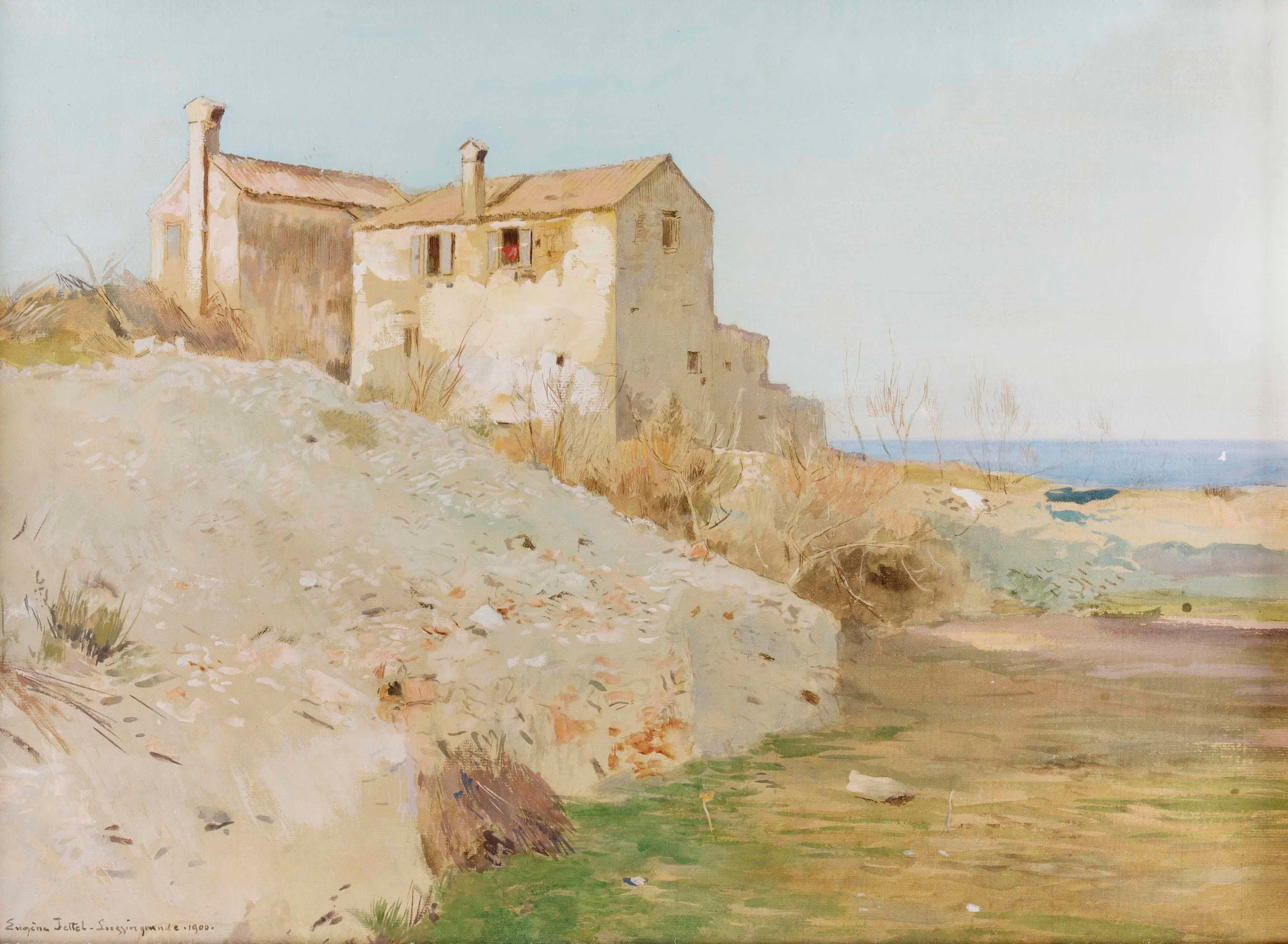
Maison sur la côte (Istrie), gouache sur papier, 1900.

Durant les dernières années de sa vie, il reçoit des commandes de la famille impériale, et visite l'Istrie d'où il compose de nombreux paysages, mais perd son épouse en décembre 1899 : Cilli Jettel-Mailer avait tenu un salon très mondain entre Paris et Vienne.
Jettel meurt le 27 août 1901 à Lussingrande, la veille d'un voyage d'étude sur l'Adriatique en compagnie de l'archiduc Charles-Étienne de Teschen. Il est enterré au cimetière Sant'Anna de Trieste. La revue Ver sacrum lui rendit un vibrant hommage.

## Récompenses et hommages
- Médaille d'or 1re classe, exposition de Munich, 1874
- Médaille d'or, exposition de Vienne, 1877
- Médaille d'or, exposition de Paris, 1889
- Médaille d'or, exposition d'Anvers, 1893
- Médaille d'or, exposition de Chicago, 1893
- Médaille de 1re classe, exposition universelle d'Anvers, 1894
- Médaille d'or, exposition de Dresde, 1897
- La Eugen-Jettel-Weg (rue Eugen-Jettel) à Hietzing, est nommée en son honneur en 1932